# Ґрабовець (Плоцький повіт)
Ґрабовець (пол. Grabowiec) — село в Польщі, у гміні Слубіце Плоцького повіту Мазовецького воєводства.
Населення — 179 осіб (2011).
У 1975-1998 роках село належало до Плоцького воєводства.

## Демографія
Демографічна структура станом на 31 березня 2011 року:
|          | Загалом | Допрацездатний вік | Працездатний вік | Постпрацездатний вік |
| -------- | ------- | ------------------ | ---------------- | -------------------- |
| Чоловіки | 85      | 22                 | 54               | 9                    |
| Жінки    | 94      | 21                 | 57               | 16                   |
| Разом    | 179     | 43                 | 111              | 25                   |